# 扬州鉴真半程马拉松

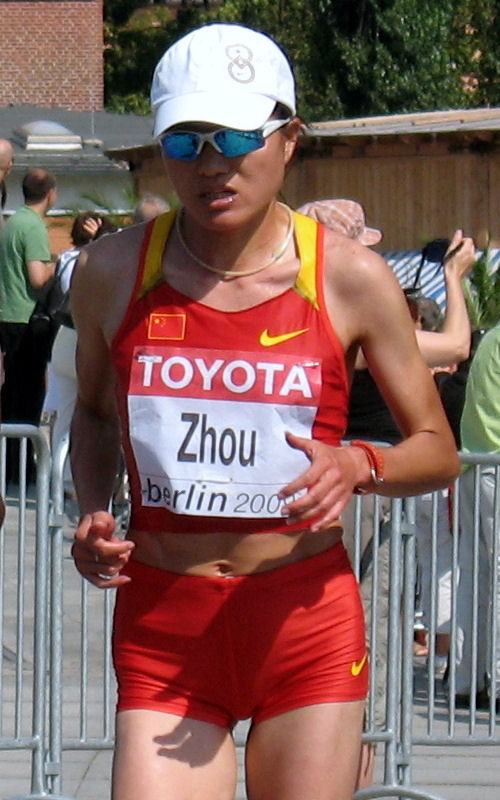
2008年冠军和女子赛事纪录前保持者周春秀

扬州鉴真半程马拉松是每年4月在中國大陸揚州市舉辦的半程馬拉松賽事，首屆賽事於2006年舉辦。賽事名稱「鑒真」係為紀念唐代自中国前往日本弘揚佛法的扬州僧人鑒真。
扬州鉴真半程马拉松在2010年获得了国际田联二级路跑赛事地位，开始吸引精英和业余赛跑者。2011年，大约3000赛跑者完赛，而同年一场10公里募捐跑的介绍显示25,000赛跑者参与了当天的比赛。尽管2011年有230名外国运动员在场，该赛事仍是由中国人主导的。东非运动员通常在精英组赛事中占据高位。
这项平常的越野赛事得到国际马拉松和长跑协会的认证。这项市中心赛事开始和结束于扬州市体育中心，经过城里的很多地标，包括文昌阁、大明寺和扬州博物馆。
男子赛事纪录是59分52秒，由莫西内特·杰瑞姆创下，是中国有记录的最快速度。女子纪录保持者是佩雷斯·杰普契奇尔，以她于2016年取胜时的成绩1小时7分21秒。

## 往届赢家
关键：
  赛事纪录
| 期数   | 日期          | 男子冠军                       | Time (时:分:秒) | 女子冠军                      | Time (时:分:秒) |
| ------ | ------------- | ------------------------------ | --------------- | ----------------------------- | --------------- |
| 第1届  | 2006年5月27日 | 李荣田（中国）                 | 1:05:53         | 鲁思·万吉鲁（肯尼亚）         | 1:13:42         |
| 第2届  | 2007年4月28日 | 程涛（中国）                   | 1:03:23         | 朱晓琳（中国）                | 1:13:25         |
| 第3届  | 2008年4月6日  | 赵冉（中国）                   | 1:02:57         | 周春秀（中国）                | 1:08:59         |
| 第4届  | 2009年4月26日 | 约翰·万布亚·穆西约基（肯尼亚） | 1:02:00         | 张莹莹（中国）                | 1:11:01         |
| 第5届  | 2010年4月25日 | 艾哈迈德·巴达伊（马里）        | 1:01:48         | 尼娜·里尔斯通（新西兰）       | 1:11:18         |
| 第6届  | 2011年4月24日 | 德里巴·梅加（埃塞俄比亚）      | 1:01:10         | 梅尔·迪巴巴（埃塞俄比亚）     | 1:09:41         |
| 第7届  | 2012年4月29日 | 阿耶勒·阿布什罗（埃塞俄比亚）  | 1:01:11         | 菲尔斯·昂戈里（肯尼亚）       | 1:11:07         |
| 第8届  | 2013年4月21日 | 雅科布·贾尔索（埃塞俄比亚）    | 1:00:39         | 沃克內什·德格法（埃塞俄比亚） | 1:08:43         |
| 第9届  | 2014年4月20日 | 恩古塞·安洛森（厄立特里亚）    | 1:00:08         | 格拉迪丝·切罗诺（肯尼亚）     | 1:08:16         |
| 第10届 | 2015年4月19日 | 莫西内特·杰雷缪（埃塞俄比亚）  | 59:52           | 菲洛梅娜·切耶奇（肯尼亚）     | 1:08:36         |
| 第11届 | 2016年4月24日 | 莫西内特·杰雷缪（埃塞俄比亚）  | 1:00:43         | 佩雷斯·杰普彻彻（肯尼亚）     | 1:07:21         |
| 第12届 | 2017年4月23日 | 莫西内特·杰雷缪（埃塞俄比亚）  | 1:00:56         | 苏图姆·阿塞法（埃塞俄比亚）   | 1:10:30         |
| 第13届 | 2018年4月22日 | 莫西内特·杰雷缪（埃塞俄比亚）  | 1:01:31         | 阿巴贝尔·耶沙内（埃塞俄比亚） | 1:09:06         |
| 第14届 | 2019年4月21日 | 贝雷哈努·特塞古（埃塞俄比亚）  | 59:56           | 佩林·嫩甘皮（肯尼亚）         | 1:08:04         |
| 第15届 | 2020年11月8日 |                                |                 |                               |                 |